# Pat Smear
 (janvier 2020).
Si vous disposez d'ouvrages ou d'articles de référence ou si vous connaissez des sites web de qualité traitant du thème abordé ici, merci de compléter l'article en donnant les références utiles à sa vérifiabilité et en les liant à la section « Notes et références ».
Georg Albert Ruthenberg dit Pat Smear est un guitariste de punk, rock et grunge américain, né le 5 août 1959 à Los Angeles (Californie). Il est issu d'un père juif d'origine allemande et d'une mère d'origine afro-américaine et amérindienne. Il a joué pour The Germs, Nirvana et Foo Fighters

## Biographie
Il choisit le pseudonyme Pat Smear à l'école secondaire, après avoir entendu parler des tests de dépistage du cancer du col de l'utérus, et jugé qu'il s'agit d'une chose dégoûtante. "Pat Smear" est un jeu de mots avec "pap smear", frottis en anglais.
En 1976, il forme son premier groupe, la formation punk rock The Germs composé de Darby Crash de Lorna Doom et de Don Bolles avec qui il sort un premier album en 1979, album intitulé GI, mais ce groupe se dissout fin 1980 à cause de la mort tragique de Darby Crash en décembre de la même année. Plus tard, il collabore avec la chanteuse punk allemande Nina Hagen.
Dans les années 1990, Smear intègre pour six mois le groupe Nirvana. Il est leur second guitariste en concert à partir de la tournée promotionnelle de l'album In Utero, en septembre 1993, jusqu'à la mort du chanteur Kurt Cobain et la dissolution du groupe, au printemps 1994.
Il est généralement admis que Smear aurait pu être intégré comme quatrième membre du groupe si l'existence du trio de Seattle s'était poursuivie. Le guitariste est apparu pour la première fois sur disque lors de la parution, en novembre 1994, de l'album en concert Unplugged in New York, enregistré le 18 novembre 1993 dans les studios de MTV.
Pat Smear fait partie de la première mouture des Foo Fighters, le groupe fondé en 1995 par l'ancien batteur de Nirvana, Dave Grohl. Le disque éponyme du groupe, enregistré en solo par ce dernier (Grohl), fait quand même mention, dans le livret, de Smear comme guitariste. Il n'apparaît pas sur l'album mais participe à la première tournée. Il est aussi présent sur le DVD live acoustique Skin and Bones. Il quitta volontairement le groupe en 1997 pour être remplacé par Franz Stahl puis par Chris Shiflett (toujours présent). Plus tard, Pat Smear réintègrera les Foo Fighters lors de la tournée acoustique de l'album In Your Honor en 2006 et fait toujours partie du groupe à ce jour.
Pat Smear est déjà apparu dans la série télévisée CHiPs et dans les films Blade Runner et Break Street 84.
Smear est un ami de Courtney Love, veuve de Kurt Cobain, avec qui il a une relation aux environs de 1984, bien avant que la future chanteuse de Hole ne fasse la rencontre de son futur mari Kurt Cobain.